# Tenellus leporhinus
El sierra llanera (Tenellus leporhinus), nombre que se le da en Venezuela, es una especie de pez actinopeterigio de agua dulce, de la familia de los dorádidos.

## Morfología
Son bagres de cuerpo delicado, con una longitud máxima descrita de 17,3 cm.

## Distribución y hábitat
Se distribuye por ríos y lagos de América del Sur, en las cuencas de los ríos Orinoco, Branco y Esequibo, en Colombia, Brasil, Venezuela y Guyana. Son peces de agua dulce tropical, de hábitat de tipo demersal, que prefiere un pH entre 6,5 y 7,0, así como una temperatura entre 22 °C y 25 °C.